# Spolek pro rozvoj venkova Moravský kras
Spolek pro rozvoj venkova Moravský kras je svazek obcí v okresu Blansko a okresu Brno-venkov. Jeho sídlem jsou Jedovnice a jeho prioritou spolku je rozvoj mikroregionu, jehož velkou část tvoří chráněná krajinná oblast Moravský kras. Z toho vyplývají především podpora cestovního ruchu, zkvalitnění silniční sítě a péče o životní prostředí. Sdružuje celkem 26 obcí a byl založen v roce 1999.

## Historie
Spolek pro rozvoj venkova Moravský kras byl založen na ustavující valné hromadě dne 28. září 1999 v Jedovnicích. Ustavující valná hromada schválila mimo založení Spolku také zakladatelskou smlouvu 16 obcí spolku, stanovy Spolku a jednací řád valné hromady. Na valné hromadě Spolku dne 18. prosince 2001 byla schválena transformace obcí na svazek obcí se stejným názvem. K tomuto datu měl již Spolek 23 členských obcí. V roce 2021 Spolek sdružuje celkem 26 obcí a jedno město. 

## Obce sdružené v mikroregionu
- Březina
- Bukovina
- Bukovinka
- Habrůvka
- Holštejn
- Hostěnice
- Jedovnice
- Kotvrdovice
- Krasová
- Křtiny
- Kulířov
- Kuničky
- Lipovec
- Němčice
- Olomučany
- Ostrov u Macochy
- Rájec-Jestřebí
- Rudice
- Senetářov
- Sloup
- Šošůvka
- Spešov
- Vavřinec
- Vilémovice
- Vysočany
- Žďár